# Ллейтон Г'юїтт
Ллейтон Г'юїтт (англ. Lleyton Hewitt; нар. 24 лютого 1981) — колишній австралійський тенісист, перша ракетка світу, дворазовий чемпіон турнірів Великого шолома в одиночному розряді, і ще раз у парному розряді. Найвищу одиночну позицію світового рейтингу — 1 місце досяг 19 листопада 2001, парну — 18 місце — 23 жовтня 2000 року.
За стилем гри Г'юїтт гравець захисного плану, відомий передусім витяганням складних м'ячів, швидкістю переміщень на корті й умінням боротися проти супротивників, які переважають його за фізичними даними — Ллейтон середнього зросту.

## Загальна статистика

### Досягнення в одиночних змаганнях
| W | Ф | ПФ | ЧФ | #Р | КТ | К# | DNQ | A | NH |

| Турнір                                 | 1997              | 1998              | 1999              | 2000 | 2001 | 2002 | 2003 | 2004 | 2005 | 2006              | 2007              | 2008              | 2009              | 2010              | 2011              | 2012              | 2013              | 2014              | 2015              | 2016              | SR     | В-П    | % перемог |
| -------------------------------------- | ----------------- | ----------------- | ----------------- | ---- | ---- | ---- | ---- | ---- | ---- | ----------------- | ----------------- | ----------------- | ----------------- | ----------------- | ----------------- | ----------------- | ----------------- | ----------------- | ----------------- | ----------------- | ------ | ------ | --------- |
| Турніри Великого шолома                |                   |                   |                   |      |      |      |      |      |      |                   |                   |                   |                   |                   |                   |                   |                   |                   |                   |                   |        |        |           |
| Відкритий чемпіонат Австралії з тенісу | 1р                | 1р                | 2р                | 4р   | 3р   | 1р   | 4р   | 4р   | Ф    | 2р                | 3р                | 4р                | 1р                | 4р                | 1р                | 4р                | 1р                | 1р                | 2р                | 2р                | 0 / 20 | 32–20  | 62%       |
| Відкритий чемпіонат Франції з тенісу   |                   | К1р               | 1р                | 4р   | ЧФ   | 4р   | 3р   | ЧФ   |      | 4р                | 4р                | 3р                | 3р                | 3р                |                   | 1р                | 1р                | 1р                |                   |                   | 0 / 14 | 28–14  | 67%       |
| Вімблдонський турнір                   |                   | К1р               | 3р                | 1р   | 4р   | 2002 | 1р   | ЧФ   | ПФ   | ЧФ                | 4р                | 4р                | ЧФ                | 4р                | 2р                | 1р                | 2р                | 2р                | 1р                |                   | 1 / 17 | 41–16  | 72%       |
| Відкритий чемпіонат США з тенісу       |                   | К2р               | 3р                | ПФ   | 2001 | ПФ   | ЧФ   | Ф    | ПФ   | ЧФ                | 2р                |                   | 3р                | 1р                |                   | 3р                | 4р                | 1р                | 2р                |                   | 1 / 15 | 47–14  | 77%       |
| В-П                                    | 0–1               | 0–1               | 5–4               | 11–4 | 16–3 | 15–3 | 9–4  | 17–4 | 16–3 | 12–4              | 9–4               | 8–3               | 8–4               | 8–4               | 1–2               | 5–4               | 4–4               | 1–4               | 2–3               | 1–1               | 2 / 66 | 148–64 | 70%       |
| Завершальний чемпіонат сезону          |                   |                   |                   |      |      |      |      |      |      |                   |                   |                   |                   |                   |                   |                   |                   |                   |                   |                   |        |        |           |
| Фінал ATP                              | Не кваліфікувався | Не кваліфікувався | Не кваліфікувався | RR   | П    | П    | DNQ  | Ф    |      | Не кваліфікувався | Не кваліфікувався | Не кваліфікувався | Не кваліфікувався | Не кваліфікувався | Не кваліфікувався | Не кваліфікувався | Не кваліфікувався | Не кваліфікувався | Не кваліфікувався | Не кваліфікувався | 2 / 4  | 13–5   | 72%       |

### Фінали турнірів Великого шолома

#### Одиночний розряд: 4 (2–2)
| Результат | Рік  | Турнір                                 | Покриття | Суперник        | Рахунок            |
| --------- | ---- | -------------------------------------- | -------- | --------------- | ------------------ |
| Перемога  | 2001 | Відкритий чемпіонат США з тенісу       | Тверде   | Піт Сампрас     | 7–6(7–4), 6–1, 6–1 |
| Перемога  | 2002 | Вімблдонський турнір                   | Трава    | Давід Налбандян | 6–1, 6–3, 6–2      |
| Поразка   | 2004 | Відкритий чемпіонат США                | Тверде   | Роджер Федерер  | 0–6, 6–7(3–7), 0–6 |
| Поразка   | 2005 | Відкритий чемпіонат Австралії з тенісу | Тверде   | Марат Сафін     | 6–1, 3–6, 4–6, 4–6 |

#### Парний розряд: 1 (1–0)
| Результат | Рік  | Турнір                           | Покриття | Партнер       | Суперники              | Рахунок            |
| --------- | ---- | -------------------------------- | -------- | ------------- | ---------------------- | ------------------ |
| Перемога  | 2000 | Відкритий чемпіонат США з тенісу | Тверде   | Максим Мирний | Елліс Феррейра Рік Ліч | 6–4, 5–7, 7–6(7–5) |

#### Мікст: 1 (0–1)
| Результат | Рік  | Турнір               | Покриття | Партнер       | Суперники                  | Рахунок       |
| --------- | ---- | -------------------- | -------- | ------------- | -------------------------- | ------------- |
| Поразка   | 2000 | Вімблдонський турнір | Трава    | Кім Клейстерс | Кімберлі По Доналд Джонсон | 4–6, 6–7(3–7) |

### Завершальний чемпіонат сезону

#### Одиночний розряд: 3 (2–1)
| Результат | Рік  | Турнір  | Покриття   | Суперник            | Рахунок                 |
| --------- | ---- | ------- | ---------- | ------------------- | ----------------------- |
| Перемога  | 2001 | Сідней  | Тверде (i) | Себастьян Грожан    | 6–3, 6–3, 6–4           |
| Перемога  | 2002 | Шанхай  | Тверде (i) | Хуан Карлос Ферреро | 7–5, 7–5, 2–6, 2–6, 6–4 |
| Поразка   | 2004 | Х'юстон | Тверде     | Роджер Федерер      | 3–6, 2–6                |

### Фінали турнірів серії Мастерс

#### Одиночний розряд: 7 (2–5)
| Результат | Рік  | Турнір                  | Покриття   | Суперник        | Рахунок                                |
| --------- | ---- | ----------------------- | ---------- | --------------- | -------------------------------------- |
| Поразка   | 2000 | Штутгарт, Німеччина     | Тверде (i) | Вейн Феррейра   | 6–7(6–8), 6–3, 7–6(7–5), 6–7(2–7), 2–6 |
| Перемога  | 2002 | Індіан-Веллс, США       | Тверде     | Тім Генман      | 6–1, 6–2                               |
| Поразка   | 2002 | Мастерс Цинциннаті, США | Тверде     | Карлос Моя      | 5–7, 6–7(5–7)                          |
| Поразка   | 2002 | Париж, Франція          | Килим (i)  | Марат Сафін     | 6–7(4–7), 0–6, 4–6                     |
| Перемога  | 2003 | Індіан-Веллс, США (2)   | Тверде     | Густаво Куертен | 6–1, 6–1                               |
| Поразка   | 2004 | Цинциннаті, США         | Тверде     | Андре Агассі    | 3–6, 6–3, 2–6                          |
| Поразка   | 2005 | Індіан-Веллс, США       | Тверде     | Роджер Федерер  | 2–6, 4–6, 4–6                          |

## Фінали турнірів ATP

### Одиночний розряд: 46 (30 титулів, 16 поразок)
| Легенда                      |
| ---------------------------- |
| Grand Slam Tournaments (2–2) |
| ATP World Tour Фінали (2–1)  |
| Тур ATP Мастерс 1000 (2–5)   |
| Тур ATP 500 (2–0)            |
| Тур ATP 250 (22–8)           |

| Фінали за покриттям |
| ------------------- |
| Тверде (20–12)      |
| Ґрунт (2–0)         |
| Трава (8–2)         |
| Килим (0–2)         |

| Результат | В-П   | Дата     | Турнір                                                       | Покриття   | Опонент                | Рахунок                                |
| --------- | ----- | -------- | ------------------------------------------------------------ | ---------- | ---------------------- | -------------------------------------- |
| Перемога  | 1–0   | Січ 1998 | Brisbane International, Австралія                            | Тверде     | Джейсон Столтенберг    | 3–6, 6–3, 7–6(7–4)                     |
| Поразка   | 1–1   | Січ 1999 | Adelaide International, Австралія                            | Тверде     | Томас Енквіст          | 6–4, 1–6, 2–6                          |
| Поразка   | 1–2   | Бер 1999 | Tennis Channel Open, США                                     | Тверде     | Ян-Майкл Гембілл       | 6–7(2–7), 6–4, 4–6                     |
| Перемога  | 2–2   | Тра 1999 | Delray Beach Open, США                                       | Ґрунт      | Ксав'є Малісс          | 6–4, 6–7(2–7), 6–1                     |
| Поразка   | 2–3   | Жов 1999 | Open Sud de France, Франція                                  | Килим (i)  | Ніколас Лапентті       | 3–6, 2–6                               |
| Перемога  | 3–3   | Січ 2000 | Adelaide International, Австралія (2)                        | Тверде     | Томас Енквіст          | 3–6, 6–3, 6–2                          |
| Перемога  | 4–3   | Січ 2000 | Sydney International, Австралія                              | Тверде     | Джейсон Столтенберг    | 6–4, 6–0                               |
| Перемога  | 5–3   | Бер 2000 | Tennis Channel Open, США                                     | Тверде     | Тім Генман             | 6–4, 7–6(7–2)                          |
| Перемога  | 6–3   | Чер 2000 | Queen's Club Championships, Велика Британія                  | Трава      | Піт Сампрас            | 6–4, 6–4                               |
| Поразка   | 6–4   | Лис 2000 | Stuttgart Masters, Німеччина                                 | Тверде (i) | Вейн Феррейра          | 6–7(6–8), 6–3, 7–6(7–5), 6–7(2–7), 2–6 |
| Перемога  | 7–4   | Січ 2001 | Sydney International, Австралія (2)                          | Тверде     | Маґнус Норман          | 6–4, 6–1                               |
| Перемога  | 8–4   | Чер 2001 | Queen's Club Championships, Велика Британія (2)              | Трава      | Тім Генман             | 7–6(7–3), 7–6(7–3)                     |
| Перемога  | 9–4   | Чер 2001 | Rosmalen Grass Court Championships, Нідерланди               | Трава      | Гільєрмо Каньяс        | 6–3, 6–4                               |
| Перемога  | 10–4  | Вер 2001 | Відкритий чемпіонат США з тенісу, New York, США              | Тверде     | Піт Сампрас            | 7–6(7–4), 6–1, 6–1                     |
| Перемога  | 11–4  | Жов 2001 | Japan Open, Японія                                           | Тверде     | Мішель Кратохвіл       | 6–4, 6–2                               |
| Перемога  | 12–4  | Лис 2001 | Фінал ATP, Sydney, Австралія                                 | Тверде (i) | Себастьян Грожан       | 6–3, 6–3, 6–4                          |
| Перемога  | 13–4  | Лют 2002 | Pacific Coast Championships, США                             | Тверде (i) | Андре Агассі           | 4–6, 7–6(8–6), 7–6(7–4)                |
| Перемога  | 14–4  | Бер 2002 | Indian Wells Open, США                                       | Тверде     | Тім Генман             | 6–1, 6–2                               |
| Перемога  | 15–4  | Чер 2002 | Queen's Club Championships, Велика Британія (3)              | Трава      | Тім Генман             | 4–6, 6–1, 6–4                          |
| Перемога  | 16–4  | Чер 2002 | Вімблдонський турнір, London, Велика Британія                | Трава      | Давід Налбандян        | 6–1, 6–3, 6–2                          |
| Поразка   | 16–5  | Сер 2002 | Мастерс Цинциннаті, США                                      | Тверде     | Карлос Моя             | 5–7, 6–7(5–7)                          |
| Поразка   | 16–6  | Лис 2002 | Мастерс Париж, Франція                                       | Килим (i)  | Марат Сафін            | 6–7(4–7), 0–6, 4–6                     |
| Перемога  | 17–6  | Лис 2002 | ATP Tour Фінали, Shanghai, КНР (2)                           | Тверде (i) | Хуан Карлос Ферреро    | 7–5, 7–5, 2–6, 2–6, 6–4                |
| Перемога  | 18–6  | Бер 2003 | Tennis Channel Open, США (2)                                 | Тверде     | Марк Філіппуссіс       | 6–4, 6–4                               |
| Перемога  | 19–6  | Бер 2003 | Indian Wells Masters, США (2)                                | Тверде     | Густаво Куертен        | 6–1, 6–1                               |
| Поразка   | 19–7  | Сер 2003 | Los Angeles Open, США                                        | Тверде     | Вейн Феррейра          | 3–6, 6–4, 5–7                          |
| Перемога  | 20–7  | Січ 2004 | Sydney International, Австралія (3)                          | Тверде     | Carlos Moyà            | 4–3 retired                            |
| Перемога  | 21–7  | Лют 2004 | Rotterdam Open, Нідерланди                                   | Тверде (i) | Juan Карлос Феррерo    | 6–7(1–7), 7–5, 6–4                     |
| Поразка   | 21–8  | Сер 2004 | Cincinnati Masters, США (2)                                  | Тверде     | Андре Агассі           | 3–6, 6–3, 2–6                          |
| Перемога  | 22–8  | Сер 2004 | Washington Open, США                                         | Тверде     | Жіль Мюллер            | 6–3, 6–4                               |
| Перемога  | 23–8  | Сер 2004 | Connecticut Open, США                                        | Тверде     | Луїс Орна              | 6–3, 6–1                               |
| Поразка   | 23–9  | Вер 2004 | US Open, New York, США                                       | Тверде     | Роджер Федерер         | 0–6, 6–7(3–7), 0–6                     |
| Поразка   | 23–10 | Лис 2004 | ATP Tour Фінали, Houston, США                                | Тверде     | Роджер Федерер         | 3–6, 2–6                               |
| Перемога  | 24–10 | Січ 2005 | Sydney International, Австралія (4)                          | Тверде     | Іво Мінарж             | 7–5, 6–0                               |
| Поразка   | 24–11 | Січ 2005 | Відкритий чемпіонат Австралії з тенісу, Melbourne, Австралія | Тверде     | Сафін Марат Михайлович | 6–1, 3–6, 4–6, 4–6                     |
| Поразка   | 24–12 | Бер 2005 | Indian Wells Masters, США                                    | Тверде     | Роджер Федерер         | 2–6, 4–6, 4–6                          |
| Поразка   | 24–13 | Лют 2006 | Pacific Coast Championships, США                             | Тверде (i) | Енді Маррей            | 6–2, 1–6, 6–7(3–7)                     |
| Поразка   | 24–14 | Бер 2006 | Tennis Channel Open, США                                     | Тверде     | Джеймс Блейк           | 5–7, 6–2, 3–6                          |
| Перемога  | 25–14 | Чер 2006 | Queen's Club Championships, Велика Британія (4)              | Трава      | James Blake            | 6–4, 6–4                               |
| Перемога  | 26–14 | Бер 2007 | Tennis Channel Open, США (3)                                 | Тверде     | Юрген Мельцер          | 6–4, 7–6(12–10)                        |
| Перемога  | 27–14 | Кві 2009 | U.S. Men's Clay Court Championships, США                     | Ґрунт      | Вейн Одеснік           | 6–2, 7–5                               |
| Перемога  | 28–14 | Чер 2010 | Halle Open, Німеччина                                        | Трава      | Роджер Федерер         | 3–6, 7–6(7–4), 6–4                     |
| Поразка   | 28–15 | Лип 2012 | Hall of Fame Open, США                                       | Трава      | Джон Ізнер             | 6–7(1–7), 4–6                          |
| Поразка   | 28–16 | Лип 2013 | Hall of Fame Open, США                                       | Трава      | Ніколя Маю             | 7–5, 5–7, 3–6                          |
| Перемога  | 29–16 | Січ 2014 | Brisbane International, Австралія                            | Тверде     | Роджер Федерер         | 6–1, 4–6, 6–3                          |
| Перемога  | 30–16 | Лип 2014 | Hall of Fame Open, США                                       | Трава      | Іво Карлович           | 6–3, 6–7(4–7), 7–6(7–3)                |

### Парний розряд: 8 (3 титули, 5 поразок)
| Легенда                      |
| ---------------------------- |
| Grand Slam Tournaments (1–0) |
| ATP World Tour Фінали (0–0)  |
| Тур ATP Мастерс 1000 (0–0)   |
| Тур ATP 500 (1–1)            |
| Тур ATP 250 (1–4)            |

| Фінали за покриттям |
| ------------------- |
| Тверде (2–4)        |
| Ґрунт (0–1)         |
| Трава (1–0)         |
| Килим (0–0)         |

| Результат | В-П | Дата     | Турнір                                          | Покриття   | Партнер                   | Опоненти                     | Рахунок                 |
| --------- | --- | -------- | ----------------------------------------------- | ---------- | ------------------------- | ---------------------------- | ----------------------- |
| Поразка   | 0–1 | Січ 2000 | Brisbane International, Австралія               | Тверде     | Сендон Столл              | Тодд Вудбрідж Марк Вудфорд   | 4–6, 2–6                |
| Поразка   | 0–2 | Січ 2000 | Sydney International, Австралія                 | Тверде     | Сендон Столл              | Тодд Вудбрідж Марк Вудфорд   | 5–7, 4–6                |
| Перемога  | 1–2 | Сер 2000 | Indianapolis Championships, США                 | Тверде     | Сендон Столл              | Йонас Бйоркман Максим Мирний | 6–2, 3–6, 6–3           |
| Перемога  | 2–2 | Вер 2000 | Відкритий чемпіонат США з тенісу, New York, США | Тверде     | Мирний Максим Миколайович | Елліс Феррейра Рік Ліч       | 6–4, 5–7, 7–6(7–5)      |
| Поразка   | 2–3 | Бер 2003 | Tennis Channel Open, США                        | Тверде     | Марк Філіппуссіс          | Джеймс Блейк Марк Мерклейн   | 4–6, 7–6(7–2), 6–7(5–7) |
| Поразка   | 2–4 | Кві 2010 | Відкритий чемпіонат Барселони з тенісу, Іспанія | Ґрунт      | Марк Ноулз (тенісист)     | Деніел Нестор Ненад Зімоньїч | 6–4, 3–6, [6–10]        |
| Поразка   | 2–5 | Лют 2013 | Pacific Coast Championships, США                | Тверде (i) | Марінко Матосевич         | Ксав'є Малісс Франк Мозер    | 0–6, 7–6(7–5), [4–10]   |
| Перемога  | 3–5 | Лип 2014 | Hall of Fame Open, США                          | Трава      | Кріс Гуччоне              | Джонатан Ерліх Ражів Рам     | 7–5, 6–4                |

## Рекорди
| Турнір                 | Починаючи з | Встановлений рекорд                                                                              | З ким ділить |
| ---------------------- | ----------- | ------------------------------------------------------------------------------------------------ | ------------ |
| Турніри Великого шлему | 1877        | Наймолодший кваліфаєр на Відкритий чемпіонат Австралії з тенісу (15 років 11 місяців), 1997 рік. | Одноосібно   |
| Турніри Великого шлему | 1877        | Наймолодший переможець у парному розряді (19 років 6 місяців) на Відкритому чемпіонаті США 2000. | Одноосібно   |
| Тур ATP                | 1970        | Найнижчий за рейтингом володар титулу (550) на Adelaide International 1998.                      | Одноосібно   |
| Тур ATP                | 1970        | Найкращий за кар'єру відсоток виграшів у фіналах на траві (87.5%, 7–1).                          | Одноосібно   |

## Виноски
1. ↑  Margie McDonald (11 грудня 2009). Lleyton Hewitt calls Bahamas home. The Australian. Процитовано 26 вересня 2010. {{cite web}}: Недійсний |deadurl=circular-redirect (довідка)
2. 1 2  Collins B. The Bud Collins History of Tennis: An Authoritative Encyclopedia and Record Book — 2 — NYC: New Chapter Press, 2010. — P. 675. — ISBN 978-0-942257-70-0
3. ↑  Encyclopædia Britannica
4. 1 2 3  Lleyton Hewitt – Career Highlights. ATP World Tour. Процитовано 21 липня 2012.
5. ↑  Isner Stops Hewitt To Retain Newport Title. ATP World Tour. 15 липня 2012. Процитовано 16 липня 2012. Hewitt, 31, lost for the first time in a grass-court final (7–1).